# Frans van de Ven
Franciscus Antonius Henricus (Frans) van de Ven (Bergeijk, 9 juni 1916 – Uden 5 december 1989) was een Nederlands bariton/bas.
Hij was zoon van Petronella van Tuijl en Carolus Antonius Willebrordus van de Ven. Hijzelf was getrouwd met pianiste Corrie Nellie Theodora Wilhelma (Corry) Stammeshaus (1916-1970), dochter van Petronella Maria en militair en ambtenaar Friedrich Wilhelm Stammeshaus. Uit dat huwelijk werd op 10 september 1945 Ella van de Ven geboren. Na het overlijden van zijn eerste vrouw hertrouwde hij in 1972 met Hiltje van Voorthuizen.
Hij ging eerst voor het onderwijs. Hij studeerde daartoe aan de Gemeentelijke Kweekschool voor onderwijzers in Amsterdam. Hij begon echter aan een uitgebreide muziekopleiding aan het Conservatorium van Amsterdam, waarbij voor zang hij les kreeg van Philip Mazalsky, To van der Sluys, Herman Schey; viool bij Jan Tak, repertoire en directie bij Anthon van der Horst. Operazang kreeg hij van Lothar Wallerstein en Felix Hupka.
Hij zou een loopbaan hebben die liep van 1936 (debuut in Arnhem) tot 1970 met name op het gebied van liederen.
In diezelfde periode gaf hij ook les. Van 1936 tot 1942 aan Mulo’s in Amsterdam. Vanaf 1952 was hij docent schoolmuziek in West-Friesland, alwaar hij ook schoolkoren oprichtte en leidde. Vanaf 1970 was hij conrector bij de school Westfries Lyceum te Hoorn (Noord-Holland) en haar dependance de Rijks-HBS te Enkhuizen.
Ook was hij actief op het bestuurlijk vlak; hij was voorzitter van de Koninklijke Nederlandse Toonkunstenaars Vereniging (1970-1978), nadat hij een aantal jaren redacteur was geweest van hun blad De Vocalist, voorzitter van "Stichting 's Hertogenbosch Muziekstad" (1970-) en bestuurslid van "Fédération des Concours Internationaux de Musique". Voorts was hij bestuurslid bij het "Nederlands Impressariaat", "Toonkunstenaarsraad" (vice-voorzitter) en "Vereniging Vrienden van het Lied" (voorzitter).
Hij zat daarbij veelal als jurylid in zangwedstrijden.
Voor zijn werkzaamheden werd hij benoemd tot officier in de Orde van Oranje-Nassau. Hij werd ook plaatselijk geëerd met de Culturele penning van Den Bosch en de Albert Swaneprijs.
Hij overleed op 73-jarige leeftijd en stelde zijn lichaam ter beschikking aan de wetenschap.